# Hangul
El alfabeto coreano, hangul (romanización revisada, hangeul; McCune-Reischauer, han'gŭl; Yale, han-kul) o chosŏn'gŭl es el alfabeto nativo coreano (en contraste con los hanja, o caracteres chinos). Cada bloque silábico hangul consiste en alguno de los 28 fonemas (jamo): 14 consonantes y 14 vocales. Históricamente, tenía tres consonantes y una vocal más.
Estos bloques silábicos pueden ser escritos tanto horizontalmente, de izquierda a derecha, como verticalmente, de arriba hacia abajo, con las columnas dispuestas de derecha a izquierda.

### Después de la partición

#### Corea del Sur
Corea del Sur decidió seguir llamándolo hangul (한글), como fue nombrado por Ju Si-gyeong.

#### Corea del Norte
Los norcoreanos prefieren llamarlo joseon'gul o chosŏn'gŭl (조선글, /ȶ͡ɕosʌnɡɯl/) debido al nombre dado a la península de Corea, siendo Joseon o Chosŏn para los norcoreanos.

### Otros nombres
- Jeongeum, abreviación del oficial Hunmin Jeongeum.
- Urigeul (우리글 'nuestra escritura') se usa en Corea del Norte y Corea del Sur, mas no por no coreanos.

El han-geul fue ocasionalmente denigrado por aquellos que prefirieron el tradicional hanja (漢字) hasta principios del siglo XX d. C.:
- Eonmun (언문 諺文 'escritura vernacular').
- Amgeul (암글 'escritura femenina'): 암 es un prefijo que indica feminidad. La mujer era considerada inferior al hombre en la Corea tradicional.
- Ahaegeul (아해글 'escritura de niños').

## Historia
El hangul fue creado en 1443 y promulgado en 1446 por el Rey Sejong el Grande, cuarto rey de la dinastía Joseon, al observar la frustración que sentían sus siervos por no poder expresar sus sentimientos mediante los ideogramas chinos utilizados hasta la época.
Por lo cual, Sejong comunicó a sus siervos el pronunciamiento sobre el destino elegido por unanimidad, la de escribirse el coreano en un alfabeto independiente del hiragana y katakana y de las escrituras brahmánicas del sudeste asiático. Cabe señalar que existían tres opciones: escribirse con los alfabetos brahmánicos del sudeste asiático, escribirse con hiragana o katakana, o erigirse en un alfabeto soberano e independiente de otra escritura. Esta nueva escritura se llamaría «goryeogeul» o «koryokul» (고려글; hanja: 高麗글; romanización revisada del coreano: «goryeogeul») o «goryeomun» o «koryomun» (고려문; hanja: 高麗文; romanización revisada del coreano: «goryeomun»).
Debido a la facilidad de aprendizaje, algunos letrados contemporáneos a Sejong lo denominaron «amkul» ('letra de mujeres'). Precisamente gracias a esa facilidad, el analfabetismo prácticamente ha desaparecido de Corea[cita requerida].
En 1912 fue nombrado «hangul», de grande (한?, hanRR) y escritura (글?, geulRR): 'gran escritura'.
La UNESCO incluyó la escritura en su registro «Memoria del mundo» en 1977.

### Creación
Los coreanos escribieron principalmente usando chino clásico junto con sistemas de escritura fonética nativa que precede al «hangul» en  cientos de años, incluyendo las escrituras Idu, Hyangchal, Gugyeol y Gakpil. Sin embargo, muchos coreanos de clase baja eran analfabetos debido a diferencias fundamentales entre ambos idiomas, además del elevado número de caracteres chinos. Para promover la alfabetización entre la gente común, el cuarto rey de la dinastía Joseon, Sejong el Grande, creó y promulgó personalmente un nuevo abecedario. Aunque se supone ampliamente que el rey Sejong ordenó al Salón de Notables que inventara el «hangul», los registros contemporáneos como el Anales de Joseon y el prefacio de Jeong Inji al Hunminjeongeum Haerye enfatizan que él mismo lo inventó.
El alfabeto coreano fue diseñado para que las personas con poca educación pudieran aprender a leer y escribir. Un dicho popular sobre el alfabeto explica: «Un hombre sabio puede familiarizarse con ellos antes de que termine la mañana; incluso un hombre estúpido puede aprenderlos en el espacio de diez días».

Una página del Hunminjeong'eum Eonhae. La columna de solo Hangul, la tercera desde la izquierda (나랏말ᄊᆞ미), tiene signos diacríticos con acento de tono a la izquierda de los bloques de sílabas.

El proyecto se completó a fines de diciembre de 1443 o enero de 1444, y se describió en 1446 en un documento titulado Hunminjeong'eum ('Los sonidos adecuados para la educación del pueblo'), por lo que originalmente el alfabeto mismo se nombró de esta manera.
Hay varias teorías que explican el origen de los caracteres coreanos. Sin embargo, la más creíble es la que explica que las letras vocales están basadas en los elementos que representan al sol (ㆍ), la tierra (ㅡ) y al hombre (ㅣ); y que las consonantes tienen su origen en la representación gráfica de los órganos de la fonación empleados al emitir los sonidos.

### Oposición
El alfabeto coreano enfrentó oposición en la década de 1440 por parte de la élite literaria, incluidos Choe Manri y otros eruditos confucianismo coreano. Creían que el hanja era el único sistema de escritura legítimo. También vieron la circulación del alfabeto coreano como una amenaza para su estatus. Sin embargo, el alfabeto coreano entró en la cultura popular como pretendía el rey Sejong, utilizado especialmente por mujeres y escritores de ficción popular.
El rey Yeonsangun prohibió el estudio y la publicación del alfabeto coreano en 1504, después de que se publicara un documento que criticaba al monarca. De manera similar, el rey Jungjong abolió en 1506 el Ministerio de Eonmun, una institución gubernamental relacionada con la investigación hangul.

### Resurgimiento

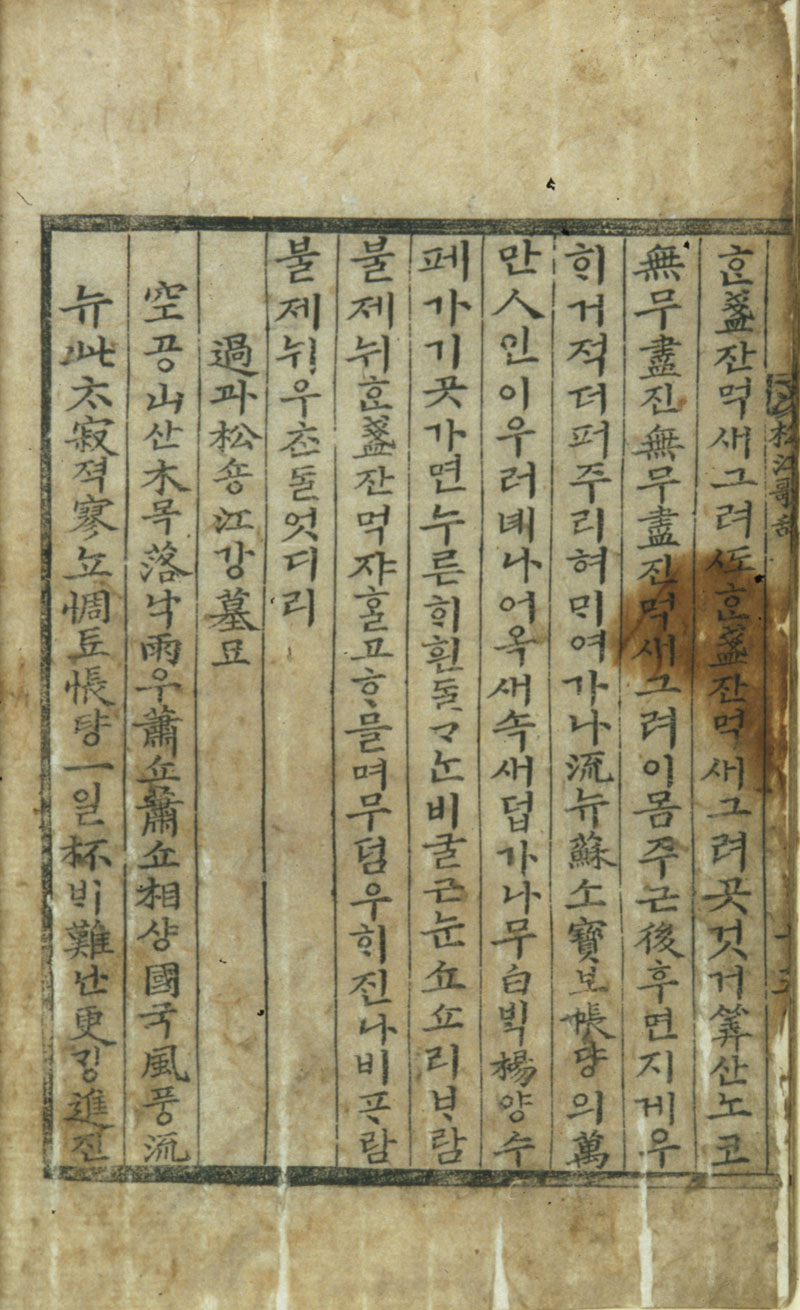
Songangasa, una colección de poemas de Jeong Cheol, impresa en 1768.

Sin embargo, a finales del siglo XVI se produjo un resurgimiento del alfabeto coreano a medida que florecían la poesía gasa y sijo. En el siglo XVII, las novelas escritas en alfabeto coreano se convirtieron en un género importante. A pesar de ello, la ausencia de una estandarización ortográfica en el uso de este abecedario se prolongó durante tanto tiempo que la ortografía se volvió bastante irregular.
En 1796, el erudito neerlandés Isaac Titsingh se convirtió en la primera persona en llevar un libro escrito en coreano al mundo occidental. Su colección incluía el libro japonés Sangoku Tsūran Zusetsu ('Una descripción ilustrada de tres países') de Hayashi Shihei. Este escrito, que fue publicado en 1785, describe el Reino de Joseon y el alfabeto coreano. En 1832, el Fondo de Traducción Oriental de Gran Bretaña e Irlanda apoyó la publicación abreviada póstuma de la traducción francesa de Titsingh.
Gracias al creciente nacionalismo coreano, el impulso de los reformistas de Gabo y la promoción del alfabeto coreano por parte de los misioneros occidentales en las escuelas y la literatura, el hangul fue adoptado en documentos oficiales por primera vez en 1894. Los textos de la escuela primaria comenzaron a utilizar el alfabeto coreano en 1895, y Tongnip Sinmun, establecido en 1896, fue el primer periódico impreso tanto en coreano como en inglés.

### Reformas y prohibición bajo el dominio japonés
Después de la anexión japonesa, que ocurrió en 1910, el japonés se convirtió en el idioma oficial de Corea. Sin embargo, el alfabeto coreano todavía se enseñaba en escuelas establecidas en Corea construidas después de la anexión y el coreano se escribía en una escritura mixta Hanja-Hangul, donde la mayoría de las raíces léxicas se escribían en Hanja y las formas gramaticales en el alfabeto coreano, similar y aparentemente en imitación de la escritura japonesa. Japón prohibió la literatura coreana anterior en las escuelas públicas, lo que se convirtió en obligatorio para los niños.
La ortografía del alfabeto coreano se estandarizó parcialmente en 1912, cuando la vocal arae'a (ㆍ), que ahora ha desaparecido del coreano, se restringió a las raíces sino-coreanas: las consonantes enfáticas se estandarizaron a ㅺ, ㅼ, ㅽ, ㅆ , ㅾ y las consonantes finales fueron restringidas a ㄱ, ㄴ, ㄹ, ㅁ, ㅂ, ㅅ, ㅇ, ㄺ, ㄻ, ㄼ. Las vocales largas se marcaron con un punto diacrítico a la izquierda de la sílaba, pero esto se eliminó en 1921.
Una segunda reforma colonial ocurrió en 1930. La arae-a fue abolida: las consonantes enfáticas se cambiaron a ㄲ, ㄸ, ㅃ, ㅆ, ㅉ y las consonantes más finales ㄷ, ㅈ, ㅌ, ㅊ, ㅍ, ㄲ, ㄳ, ㄵ, ㄾ, ㄿ, ㅄ se permitieron, lo que hizo que la ortografía fuera más morfofonémica. La doble consonante ㅆ se escribió sola (sin vocal) cuando aparecía entre sustantivos, y la partícula nominativa -가 se introdujo después de las vocales, reemplazando -이.
Ju Si-gyeong, el lingüista que había acuñado el término «Hangul» para reemplazar a Eonmun o «Escritura vulgar» en 1912, estableció la Sociedad de Investigación del Idioma Coreano (más tarde rebautizada como Sociedad Hangul), que reformó aún más la ortografía con el Sistema Estandarizado de Hangul en 1933. El cambio principal fue hacer que el alfabeto coreano fuera lo más práctico posible desde el punto de vista morfofonémico, dadas las letras existentes. En 1940 se publicó un sistema para transliterar palabras extranjeras.
Japón prohibió el idioma coreano en las escuelas en 1938 como parte de una política de asimilación cultural, y todas las publicaciones en idioma coreano fueron prohibidas en 1941.

### Reformas posteriores
La ortografía definitiva del alfabeto coreano moderno se publicó en 1946, justo después de la independencia de Corea del dominio japonés. En 1948, Corea del Norte intentó hacer el abecedario perfectamente morfofonémico mediante la adición de nuevas letras, y en 1953, Syngman Rhee en Corea del Sur intentó simplificar la escritura volviendo a la ortografía colonial de 1921, pero ambas reformas fueron abandonadas después de unos pocos años.

### Uso contemporáneo

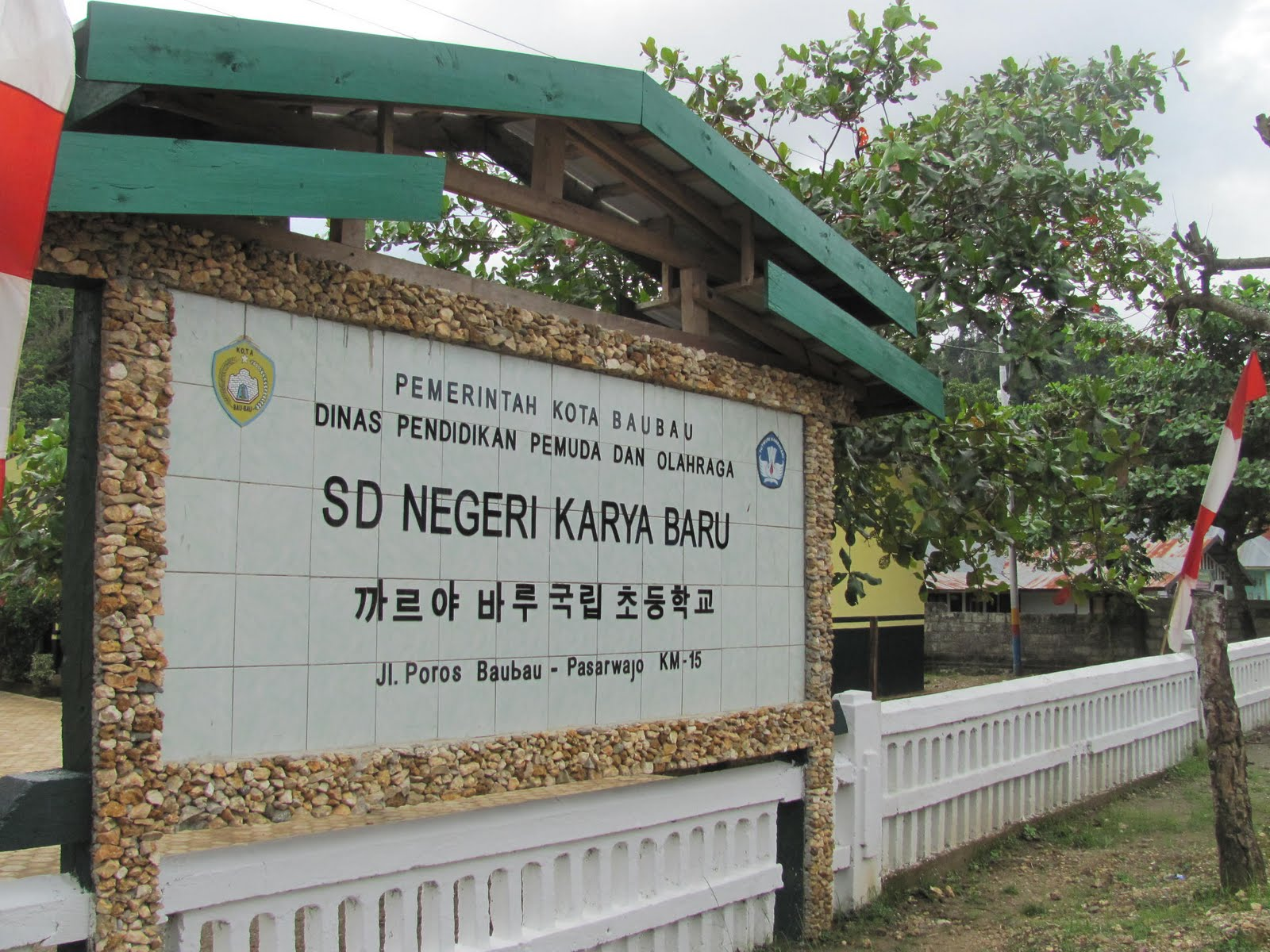
Cartel de una escuela primaria en Baubau escrito en alfabeto latín y hangul.

La Sociedad Hunminjeong'eum de Seúl intenta difundir el uso del alfabeto coreano en los idiomas no escritos de Asia. En 2009, el alfabeto coreano fue adoptado extraoficialmente por la ciudad de Baubau, en el sureste de Sulawesi, Indonesia, para escribir el idioma cia-cia. Varios oradores indonesios de cia-cia que visitaron Seúl generaron una gran atención de los medios de comunicación en Corea del Sur, y fueron recibidos a su llegada por Oh Se-hoon, el alcalde de Seúl. En octubre de 2012 se confirmó que los intentos de difundir el uso del alfabeto coreano en Indonesia fracasaron. Algunas personas continúan usando el alfabeto coreano en casa o de cooficial.

## Estructura de la escritura en hangul

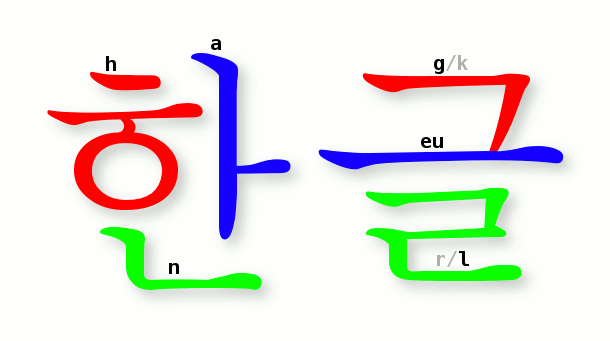
Orden de la palabra han-geul.

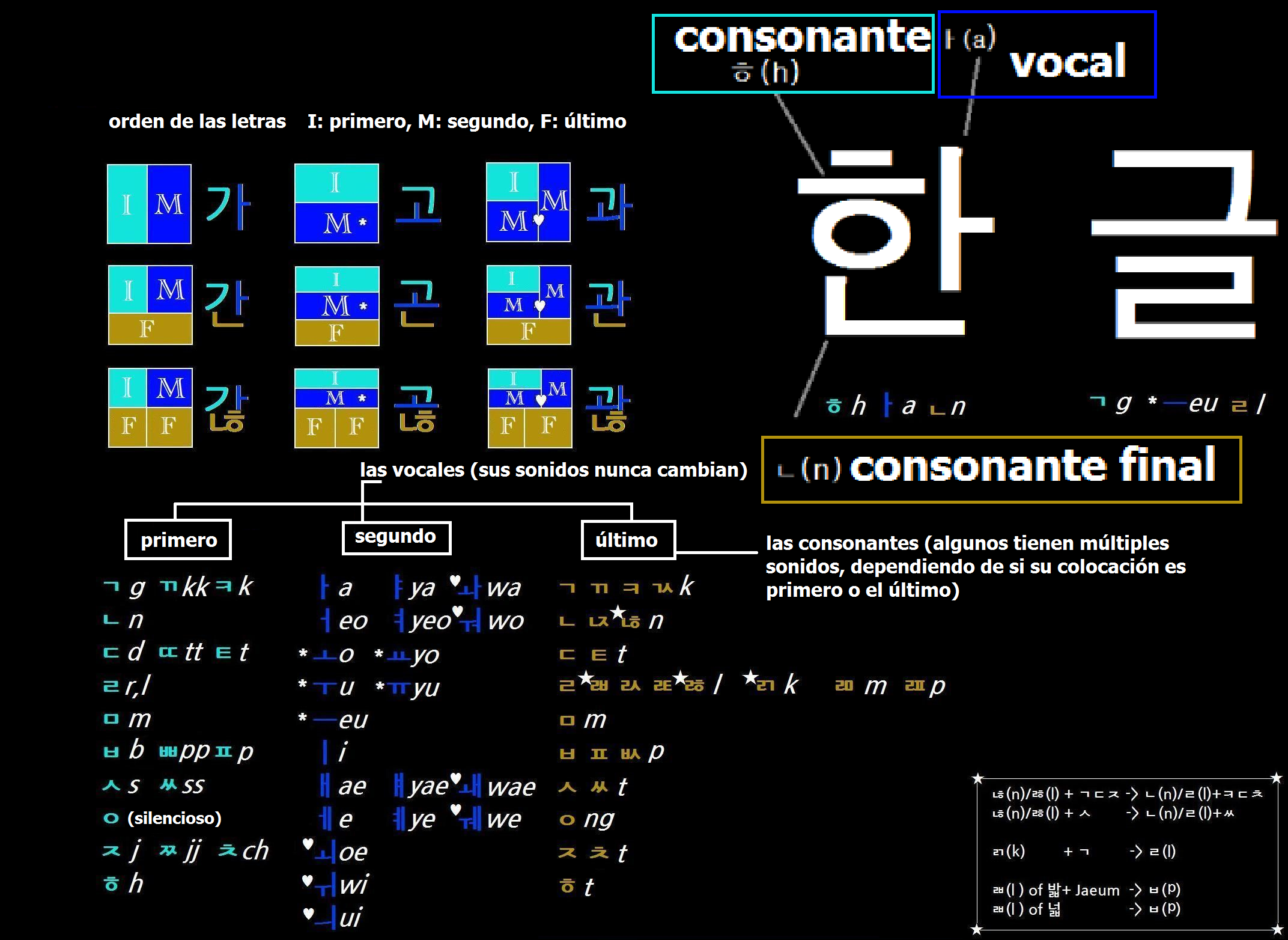

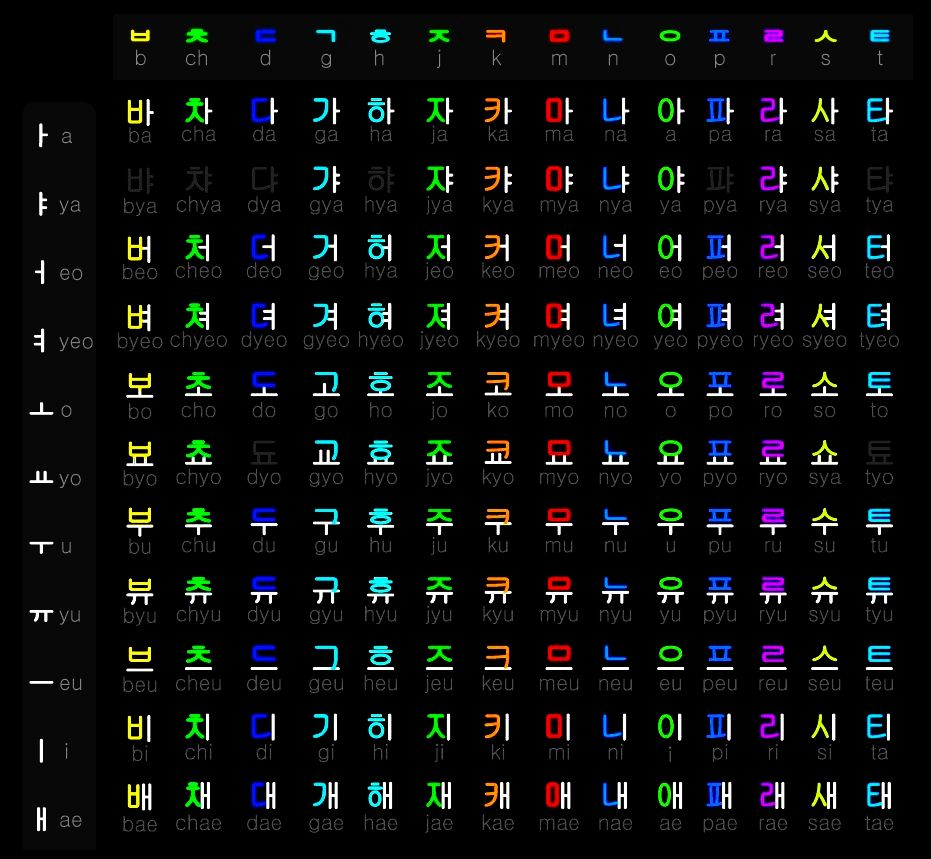
Esta tabla muestra 2 de los 9 patrones de apilamiento, la vinculación de una consonante y una vocal.
El patrón de apilamiento se decide por si la vocal es «horizontal» o «vertical».

Las palabras escritas en hangul están compuestas por sílabas, y estas constan a su vez de tres partes: un sonido inicial, un sonido medio y por lo general un sonido final.
Debemos dibujar un cuadro imaginario donde vamos a formar la sílaba y ubicar la primera vocal o consonante en la parte superior izquierda de este. Si la vocal que sigue a la primera letra es horizontal, se coloca debajo de esta; si es vertical, a la derecha. El sonido final (o última letra de la sílaba) debe ir debajo, siempre y cuando sea consonante.
Por ejemplo: amor en coreano se dice: sa-rang = 사랑.
Lo primero que debemos hacer es identificar las sílabas. Después, ubicamos la primera letra de la primera sílaba (ㅅ) en la parte superior izquierda. Luego colocamos la vocal (ㅏ). Como esta es vertical, la ponemos a la derecha de la primera consonante; nuestra sílaba quedaría así: 사 (sa).
El paso a seguir es construir la segunda sílaba. Ubicamos la primera letra (ㄹ) en la parte superior izquierda del cuadro imaginario. Entonces procedemos a colocar la vocal (ㅏ) a la derecha de la primera letra. Y ponemos la última consonante (ㅇ) debajo (recordemos que en una sílaba la última letra, si es consonante, se ubica debajo). Nuestra sílaba quedaría así: 랑 (rang).
Unimos las sílabas, y nuestra palabra está lista: 사 (sa) + 랑 (rang) = 사랑 (sa-rang).
Otro ejemplo:
En Corea, al oso le asignaron el siguiente carácter: 곰 (gom).
Para formar esta sílaba, se ubica la consonante ㄱ (g) en la parte superior izquierda, después se sitúa la vocal ㅗ (o) debajo de la consonante, ya que esta última es una vocal horizontal. Y por último se coloca la consonante ㅁ (m) en la parte inferior.
ㄱ (g) + ㅗ (o) + ㅁ (m) = 곰 (gom).
De esta manera se pueden escribir todas las palabras coreanas y no coreanas.

## Jamo
Jamo (자모; 字母) son las letras que conforman el alfabeto hangeul. El nombre jamo proviene de mo-eum ('vocal'; 모음; 母音; literalmente, sonido madre) y ja-eum ('consonante'; 자음; 子音 o sonido hijo, literalmente). Son 51 divididas en:
- 21 vocales:
  - 11 vocales simples (om).
  - 10 diptongos.
- 30 consonantes:
  - 14 consonantes simples.
  - 5 consonantes dobles.
  - 11 consonantes complejas.

| consonantes simples            | ㄱ   | ㄴ        | ㄷ      | ㄹ                    | ㅁ      | ㅂ   | ㅅ   | ㅇ          | ㅈ   | ㅊ     | ㅋ | ㅌ | ㅍ | ㅎ   |
|                                | g/k* | n         | d/t*    | l/r                   | m       | b/p* | s/t* | (muda)/-ng* | j/t* | ch'/t* | k' | t' | p' | h/t* |
| consonantes dobles             | ㄲ   |           | ㄸ      |                       |         | ㅃ   | ㅆ   |             | ㅉ   |        |    |    |    |      |
|                                | kk   |           | tt      |                       |         | pp   | ss   |             | jj   |        |    |    |    |      |
| grupos consonánticos           | ㄵ   | ㄶ        | ㄺ      | ㄻ                    | ㄼ      | ㄽ   | ㄾ   | ㄿ          | ㅀ   | ㅄ     | ㄳ |    |    |      |
|                                | nj   | nh        | lg      | lm                    | lb      | ls   | lt   | lp          | lh   | bs     | gs |    |    |      |
| vocales simples                | ㅏ   | ㅓ        | ㅗ      | ㅜ                    | ㅡ      | ㅣ   |      | ㅐ          | ㅔ   | ㅚ     | ㅟ | ㅢ |    |      |
|                                | a    | eo (o)*   | o (oo)* | u/oo/wu/woo (uu/wuu)* | eu (u)* | i    |      | ae          | e    | oe     | wi | ui |    |      |
| vocales hiotizadas y diptongos | ㅑ   | ㅕ        | ㅛ      | ㅠ                    |         |      |      | ㅒ          | ㅖ   |        |    |    |    |      |
|                                | ya   | yeo (yoo) | yo      | yu (yuu)              |         |      |      | yae         | ye   |        |    |    |    |      |
|                                | ㅘ   | ㅝ        |         |                       |         |      |      | ㅙ          | ㅞ   |        |    |    |    |      |
|                                | wa   | weo       |         |                       |         |      |      | wae         | we   |        |    |    |    |      |
|                                |      |           |         |                       |         |      |      |             |      |        |    |    |    |      |

## Hangul jamo
| Letras simples       | Letras simples                          | Letras simples                                                  | Letras simples       | Letras simples       | Letras simples     | Letras simples     | Letras simples     | Letras simples                | Letras simples     |
| Consonantes          | Consonantes                             | Consonantes                                                     | Consonantes          | Consonantes          | Vocales            | Vocales            | Vocales            | Vocales                       | Vocales            |
| Jamo                 | Nombre                                  | Romanización                                                    | Pron.                | API                  | Jamo               | Nom                | Rom.               | Pron.                         | API                |
| -------------------- | --------------------------------------- | --------------------------------------------------------------- | -------------------- | -------------------- | ------------------ | ------------------ | ------------------ | ----------------------------- | ------------------ |
| ㄱ                   | 기역 / 기윽 (giyeok/ kiuk)              | g / k                                                           | gu / k               | [k-]/[-k̚]            | ㅏ                 | 아 (a)             | a                  | a                             | [a]                |
| ㄴ                   | 니은 (nieun)                            | n                                                               | n                    | [n-]/[-n]            | ㅑ                 | 야 (ya)            | ya                 | ya                            | [ja]               |
| ㄷ                   | 디귿 / 디읏 ( digeut / tiut )           | d / t                                                           | d / t                | [d-]/[-t̚]            | ㅓ                 | 어 (eo)            | eo / ŏ             | o (o abierta, no redondeada)  | [ʌ]                |
| ㄹ                   | 리을 (rieul)                            | r delante de vocal, l delante de consonante o final de palabra. | r/l                  | [ɾ-]/[-ʎ]            | ㅕ                 | 여 (yeo)           | yeo / yŏ           | yo (o abierta, no redondeada) | [jʌ]               |
| ㅁ                   | 미음 (mieum)                            | m                                                               | m                    | [m-]/[-m]            | ㅗ                 | 오 (o)             | o                  | ô                             | [o]                |
| ㅂ                   | 비읍 (bieup)                            | b / p                                                           | b/p                  | [b-]/[-p̚]            | ㅛ                 | 요 (yo)            | yo                 | yô                            | [jo]               |
| ㅅ                   | 시옷 / 시읏 (siot (Sur) / siŭt (Norte)) | s / t                                                           | s/t                  | [s-]/[-t̚]            | ㅜ                 | 우 (u)             | u                  | u                             | [u]                |
| ㅇ                   | 이응 (ieung)                            | -/ng                                                            | -/ng                 | [-ŋ]                 | ㅠ                 | 유 (yu)            | yu                 | yu                            | [ju]               |
| ㅈ                   | 지읒 (jieut)                            | j / t /z                                                        | y/t                  | [ȶ͡ɕ-]/[-t̚]           | ㅡ                 | 으 (eu)            | eu / ŭ             | eu no redondeada              | [ɯ]                |
| ㅊ                   | 치읓 (chieut)                           | ch / t                                                          | ch/t                 | [ȶ͡ɕʰ-]/[-t̚]          | ㅣ                 | 이 (i)             | i                  | i                             | [i]                |
| ㅋ                   | 키읔 (kieuk)                            | k                                                               | kh                   | [kʰ-]/[-k̚]           |                    |                    |                    |                               |                    |
| ㅌ                   | 티읕 (tieut)                            | t                                                               | th                   | [tʰ-]/[-t̚]           |                    |                    |                    |                               |                    |
| ㅍ                   | 피읖 (pieup)                            | p                                                               | ph                   | [pʰ-]/[-p̚]           |                    |                    |                    |                               |                    |
| ㅎ                   | 히읗 (hieut)                            | h / t                                                           | h / t                | [h-]/[-t̚]            |                    |                    |                    |                               |                    |
| Letras compuestas    |                                         |                                                                 |                      |                      |                    |                    |                    |                               |                    |
| Consonantes dobles   | Consonantes dobles                      | Consonantes dobles                                              | Consonantes dobles   | Consonantes dobles   | Vocales compuestas | Vocales compuestas | Vocales compuestas | Vocales compuestas            | Vocales compuestas |
| Jamo                 | Nombre                                  | Romanización                                                    | Pron.                | API                  | Jamo               | Nom                | Rom.               | Pron.                         | API                |
| ㄲ                   | 쌍기역 (ssanggiyeok)                    | kk                                                              | k tensa              | [kʼ-]/[-k̚]           | ㅐ                 | 애 (ae)            | ae                 | è                             | [-ɛ-]              |
| ㄸ                   | 쌍디귿 (ssangdigeut)                    | tt                                                              | t tensa              | [tʼ-]/[-t̚]           | ㅒ                 | 얘 (yae)           | yae                | ye (e abierta)                | [-jɛ-]             |
| ㅃ                   | 쌍비읍 (ssangbieup)                     | pp                                                              | p tensa              | [pʼ-]/[-p̚]           | ㅔ                 | 에 (e)             | e                  | e                             | [-e-]              |
| ㅆ                   | 쌍시옷 (ssangsiot)                      | ss                                                              | s tensa              | [sʼ-]/[-t̚]           | ㅖ                 | 예 (ye)            | ye                 | ye                            | [-je-]             |
| ㅉ                   | 쌍지읒 (ssangjieut)                     | jj                                                              | tch tensa            | [ȶ͡ɕʼ-]/[-t̚]          | ㅘ                 | 와 (wa)            | wa                 | wa                            | [-wa-]             |
| Grupos consonánticos | Grupos consonánticos                    | Grupos consonánticos                                            | Grupos consonánticos | Grupos consonánticos | ㅙ                 | 왜 (wae)           | wae                | we (e abierta)                | [-wɛ-]             |
| Jamo                 | Nom                                     | Romanización                                                    | Pron.                | API                  | ㅚ                 | 외 (oe)            | oe                 | we                            | [-we-]             |
| ㄳ                   | 기역 시옷 (giyeok siot)                 | ks                                                              | x                    | [-k̚]/[-ks-]          | ㅝ                 | 워 (weo)           | weo / wŏ / wo      | wo (o abierta)                | [-wʌ-]             |
| ㄵ                   | 니은 지읒 (nieun jieut)                 | nj                                                              | ny                   | [-n]/[-ntɕ-]         | ㅞ                 | 웨 (we)            | we                 | we                            | [-we-]             |
| ㄶ                   | 니은 히읗 (nieun hieut)                 | nh                                                              | nh                   | [-n]/[-nh-]          | ㅟ                 | 위 (wi)            | wi                 | wi                            | [-wi-]             |
| ㄺ                   | 리을 기역 (rieul giyeok)                | lg                                                              | lg                   | [-ʎ]/[-ʎg-]          | ㅢ                 | 의 (ui)            | eui / ŭi           | eui                           | [-ɰi-]             |
| ㄻ                   | 리을 미음 (rieul mieum)                 | lm                                                              | lm                   | [-ʎ]/[-ʎm-]          |                    |                    |                    |                               |                    |
| ㄼ                   | 리을 비읍 (rieul bieup)                 | lb                                                              | lb                   | [-ʎ]/[-ʎb-]          |                    |                    |                    |                               |                    |
| ㄽ                   | 리을 시옷 (rieul siot)                  | ls                                                              | ls                   | [-ʎ]/[-ʎs-]          |                    |                    |                    |                               |                    |
| ㄾ                   | 리을 티읕 (rieul tieut)                 | lt                                                              | lt                   | [-ʎ]/[-ʎtʰ-]         |                    |                    |                    |                               |                    |
| ㄿ                   | 리을 피읖 (rieul pieup)                 | lp                                                              | lph                  | [-ʎ]/[-ʎpʰ-]         |                    |                    |                    |                               |                    |
| ㅀ                   | 리을 히읗 (rieul hieut)                 | lh                                                              | lh                   | [-ʎ]/[-ʎx-]          |                    |                    |                    |                               |                    |
| ㅄ                   | 비읍 시옷 (bieup siot)                  | bs                                                              | ps                   | [-p̚]/[-ps-]:         |                    |                    |                    |                               |                    |

Cada consonante en hangeul corresponde a un solo fonema en el idioma coreano. Sin embargo, estas pueden variar de pronunciación para oídos extranjeros. La primera consonante indica la pronunciación que se escucha al comienzo de la palabra, y la segunda cuando no sea así.
Por ejemplo, en el caso de la palabra 비비다, que significa 'frotar', se escucha como pibida. Recuerde que los coreanos reconocen un solo fonema ㅂ (bieup) en las dos sílabas, y no les son distintas, como solemos pensar. De forma análoga, en castellano puede ponerse un ejemplo con palabras como «dedo». La primera «d» corresponde a una consonante dental oclusiva sonora [d̪], y la segunda «d» a una dental aproximante sonora [ð̞]. Para un hispanohablante, la letra «d» tiene siempre la misma pronunciación, aunque la hagamos de diferente forma sin darnos cuenta de ello ([ˈd̪e̞.ð̞o̞]).
- Existen tres reglas básicas para formar palabras en coreano:
  - Tiene que empezar con una consonante.
  - Contiene por lo menos una vocal y una consonante.
  - Cada sílaba debe poder ser escrita en un cuadrado.

La letra ㅇ (ieung) es un caso particular. Se usa como consonante muda al principio de sílaba para poder cumplir la primera regla. En cambio, al final de sílaba, se pronuncia como ng, llamado yet-ieung, que llegó a fundirse en uno solo con el ieung con el paso del tiempo.
- El carácter ㄱ se pronuncia k o también g si se encuentra entre vocales.
- La consonante ㅂ suena siempre b excepto al final de sílaba, donde se dice p.
- ㅅ se pronuncia como s antes de vocales que no contengan ㅣ i o ㅑㅕㅠㅛ ya, yŏ, yo, yu. En esos casos se palataliza como sh. Sin embargo, al final de sílaba suena como t.
- Algunas consonantes son aspiradas, es decir, van seguidas de un soplo de aire. Esto pasa con ㅊ, ㅋ, ㅌ y ㅍ (ch', k', t' y p', respectivamente).
- La vocal ㅗ se romaniza como o y se pronuncia como una o larga.
- ㅜ Esta vocal se romaniza como u pero se pronuncia como una u larga.
- ㅡ Se romaniza como eu aunque se pronuncia como «u» no redondeada o «u» abierta (sin separar los dientes y sin redondear los labios), como la «u» japonesa.